# 冷藏货车

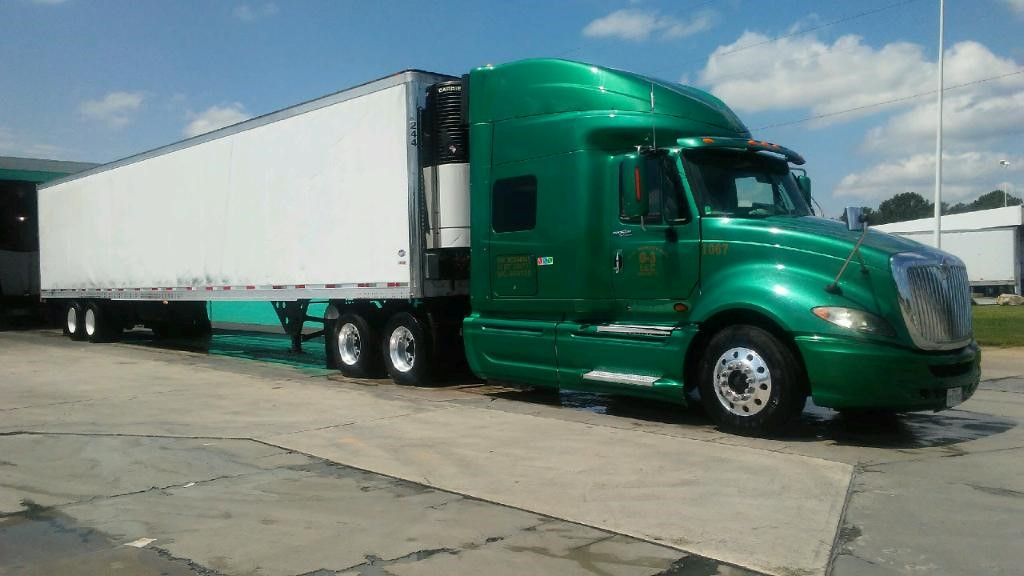
G-3 Resources LLC卡车

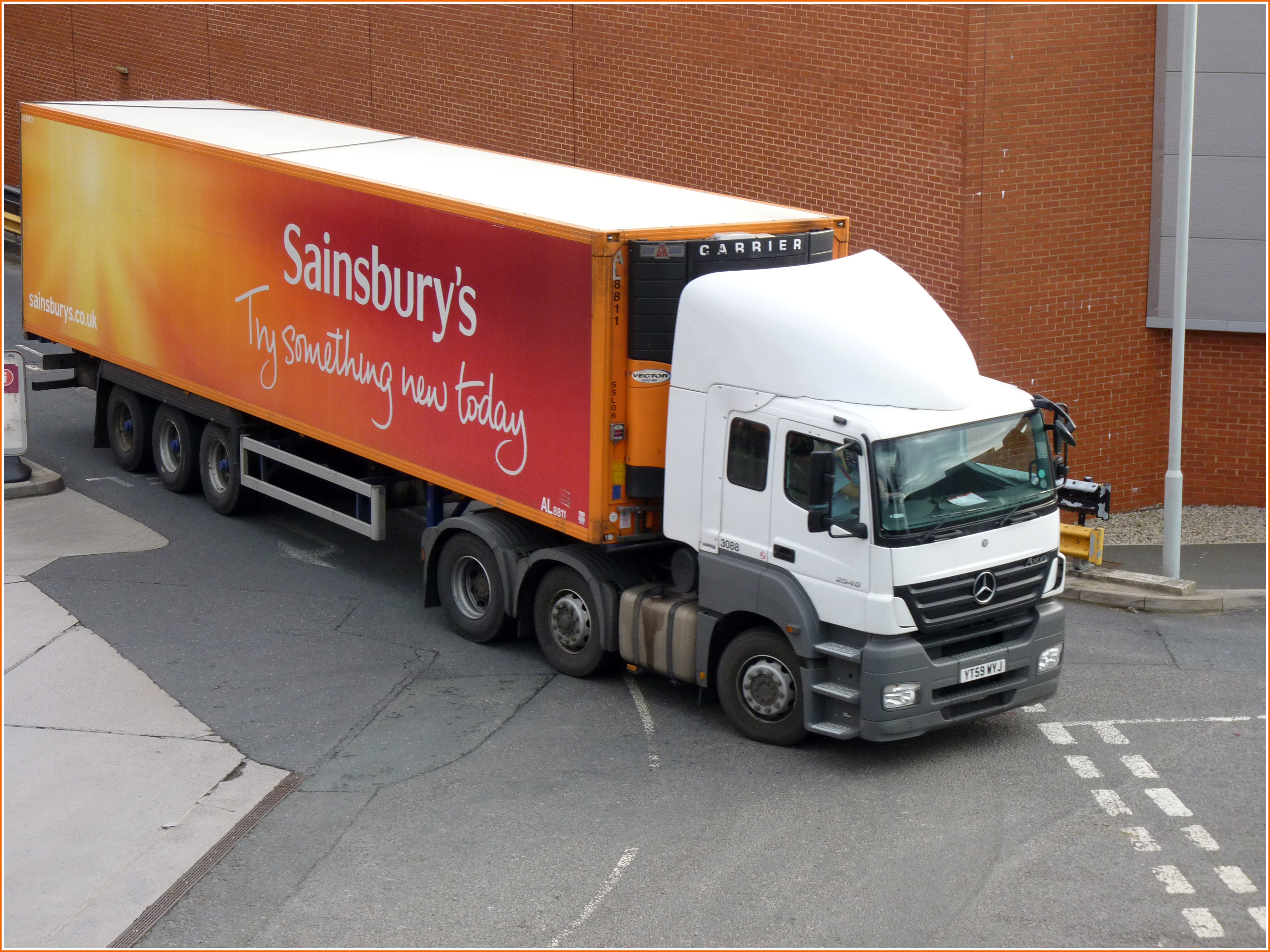
带有一辆冷藏拖车的铰链式卡车

冷藏货车是设计用于在特定温度下运输易腐货物的货车或卡车 。与冷藏车一样，冷藏货车不同于简单的隔热与通风的卡车（通常用于运输水果），两者均未配备冷却装置。冷藏货车可以使用配备的小排量柴油发动机提供动力的机械制冷系统冷藏货物，也可以利用二氧化碳 （干冰或液氮）作为冷却剂。 
大多数长途冷冻运输是由牵引冷藏半挂车的铰接式卡车完成的。同时也有对使用燃料电池辅助动力的卡车进行的研究 。 
冰淇淋行业大约在1925年成功推出了第一批机械式冷藏卡车。  2010年，全球大约有400万冷藏公路车投入使用。 